# Стив Карел
Стивен Џон Карел (енгл. Steven John Carell; 16. август 1962) амерички је комичар, глумац, продуцент, сценариста и редитељ.
Прве веће филмске улоге Карел је играо у комедијама Свемогући Брус (2003) са Џимом Керијем и Спикер (2004) са Вилом Ферелом. Након што је пет година учествовао у снимању емисије Дневни шоу са Џоном Стјуартом, Карел се прославио улогом Мајкла Скота у америчком ситкому У канцеларији коју је тумачио у периоду од 2005. до 2011. године. Ова улога донела му је награду Златни глобус за најбољу главну мушку улогу у хумористичкој серији, Награду Удружења глумаца за најбољу глумачку поставу у хумористичкој серији и шест номинација за Еми.
У овом периоду Карел је такође тумачио главне улоге у комедијама 4 банке, а невин (2005), Свемогући Еван, Девојка мог брата (2007), Ухватити Смарта (2008), Ноћ за памћење (2010), Вечера за идиоте и Та луда љубав (2011). Поред тога је играо и једну од споредних улога у филму Мала мис Саншајн из 2006. и освојио Награду удружења глумаца за најбољу филмску поставу. Такође је позајмио глас у неколико анимираних филмова - Преко ограде (2006), Хортон (2008), Грозан ја (2010) и његовим наставцима.
Године 2012. Карел је наступио уз Киру Најтли у романтичној комедији Тражење пријатеља за смак света, а затим и уз Мерил Стрип у филму Зачин за брак. Наредне године играо је насловну улогу у комедији Невероватни Берт Вондерстоун, а појавио се и у филмовима Спикер 2: Легенда се наставља и Лето за сећање. Године 2014. Карел је тумачио улогу Џона ду Понта у биографској драми Рвање са лудилом редитеља Бенета Милера. Ова улога донела му је номинације за награде Оскар, БАФТА, Златни глобус и Награду Удружења глумаца за најбољег глумца у главној улози. Био је номинован за награду Златни глобус за најбољег главног глумца у играном филму (мјузикл или комедија) захваљујући изведбама у филмовима Опклада века (2015) и Борба полова (2017).

## Филмографија
| Филмови         |                                 |               |                           | |
| Година          | Српски назив                    | Изворни назив | Улога                     | Напомене |
| 1991.           | Коврџава Су                     |               | Тесио                     | |
| 2003.           | Улица бола                      |               | Марк                      | кратки филм |
| 2003.           | Свемогући Брус                  |               | Еван Бакстер              | |
| 2004.           | Спикер                          |               | Брик Тамланд              | номинација - МТВ филмска награда за најбољи филмски тим |
| 2004.           | Преноћиште                      |               | Џон Шерман                | |
| 2005.           | Мелинда и Мелинда               |               | Волт Вагнер               | |
| 2005.           | Ожених се вештицом              |               | Артур                     | |
| 2005.           | 4 банке, а невин                |               | Енди                      | МТВ филмска награда за најбољу улогу у комедији номинација - МТВ филмска награда за најбољу мушку улогу номинација - МТВ филмска награда за најбољи филмски тим |
| 2006.           | Мала мис Саншајн                |               | Френк Гинсбург            | Награда Удружења филмских глумаца за најбољу филмску поставу |
| 2006.           | Америчко складиште              |               | Рич                       | кратки филм |
| 2006.           | Преко ограде                    |               | Хами                      | |
| 2007.           | Свемогући Еван                  |               | Еван Бакстер              | |
| 2007.           | Заломило се                     |               | глуми себе                | |
| 2007.           | Девојка мог брата               |               | Ден Бернс                 | |
| 2007.           | Приче из САД                    |               | Марк Ронсон               | |
| 2008.           | Хортон                          |               | Нед Макдод, градоначелник | |
| 2008.           | Ухватити Смарта                 |               | Максвел Смарт             | извршни продуцент номинација - МТВ филмска награда за најбољу улогу у комедији |
| 2010.           | Ноћ за памћење                  |               | Фил Фостер                | |
| 2010.           | Грозан ја                       |               | Гру (глас)                | |
| 2010.           | Вечера за идиоте                |               | Бари Спек                 | номинација - Награда Сателит за најбољег глумца у главној улози |
| 2011.           | Та луда љубав                   |               | Кал Вивер                 | продуцент номинација - Награда Емпајер за најбољу комедију |
| 2012.           | Тражење пријатеља за смак света |               | Доџ Питерсон              | |
| 2012.           | Зачин за брак                   |               | др Берни Фелд             | |
| 2013.           | Лето за памћење                 |               | Трент                     | |
| 2013.           | Невероватни Берт Вондерстоун    |               | Берт Вондерстоун          | |
| 2013.           | Грозан ја 2                     |               | Гру (глас)                | |
| 2013.           | Спикер 2: Легенда се наставља   |               | Брик Тамланд              | номинација - МТВ филмска награда за најбољу тучу |
| 2014.           | Рвање са лудилом                |               | Џон ду Понт               | номинација - Оскар за најбољег глумца у главној улози номинација - БАФТА за најбољег глумца у споредној улози номинација - Златни глобус за најбољег главног глумца у играном филму (драма) номинација - Награда Удружења филмских глумаца за најбољег глумца у главној улози номинација - Награда Сателит за најбољег глумца у главној улози |
| 2014.           | Александров ужасан дан          |               | Бен Купер                 | |
| 2015.           | Опклада века                    |               | Марк Баум                 | номинација - Златни глобус за најбољег главног глумца у играном филму (мјузикл или комедија) номинација - Награда Удружења филмских глумаца за најбољу филмску поставу номинација - Награда Удружења телевизијских филмских критичара за најбољег глумца у комедији номинација - Награда Удружења телевизијских филмских критичара за најбољу филмску поставу |
| 2015.           | Малци                           |               | Гру (глас)                | |
| 2015.           | Слободна љубав                  |               | Стивен Голдштајн          | |
| 2016.           | Високо друштво                  |               | Фил                       | |
| 2017.           | Грозан ја 3                     |               | Гру (глас)                | |
| 2017.           | Борба полова                    |               | Боби Ригс                 | номинација - Златни глобус за најбољег главног глумца у играном филму (мјузикл или комедија) номинација - Награда Удружења филмских глумаца за најбољег глумца у споредној улози номинација - Награда Удружења телевизијских филмских критичара за најбољег глумца у комедији |
| 2017.           | Последња застава                |               | Лари "Док" Шепард         | |
| 2018.           | Прелепи дечак                   |               | Дејвид Шеф                | |
| 2018.           | Жене из Марвена                 |               | Марк Хоганкамп            | |
| 2018.           | Човек из сенке                  |               | Доналд Рамсфелд           | |
| 2022.           | Малци: Груов почетак            |               | Гру (глас)                | |
| 2023.           | Астероид Сити                   |               | управник мотела           | |
| Телевизија      |                                 |               |                           | |
| 1996.           | Шоу Дејна Карвија               |               | разне улоге               | 8 епизода, такође продуцент |
| 1996–2011       | Уживо суботом увече             |               | Гари, Главоња (глас)      | 14 епизода |
| 1999–2005       | Дневни шоу са Џоном Стјуартом   |               | глуми себе                | 277 епизода |
| 2005–2011, 2013 | У канцеларији                   |               | Мајкл Скот                | главна улога (сезоне 1–7; 148 епизода) гост (9. сезона; 1 епизода) сценариста: и редитељ: , и Награда Удружења глумаца за најбољу глумачку поставу у хумористичкој серији (2007—2008) номинација - Награда Еми за најбољег главног глумца у хумористичкој серији (2006—2011) номинација - Награда Удружења глумаца за најбољег глумца у хумористичкој серији (2007—2012) номинација - Награда Удружења глумаца за најбољу глумачку поставу у хумористичкој серији (2009—2012) |
| 2012.           | Симпсонови                      |               | Ден Гилик                 | Епизода |
| 2013.           | Интернет терапија               |               | Џејсон Пикет              | 3 епизоде |
| 2016–2018.      | Енџи Трајбека                   |               |                           | креатор и извршни продуцент |
| 2020–           | Свемирска снага                 |               | Марк Нејрд                | |